# 蕭朝貴
蕭 朝貴（しょう ちょうき、Xiāo Cháoguì、1820年頃 - 1852年9月12日）は、太平天国の指導者の一人。天王洪秀全から西王に封ぜられ、八千歳と称した。チワン族出身。

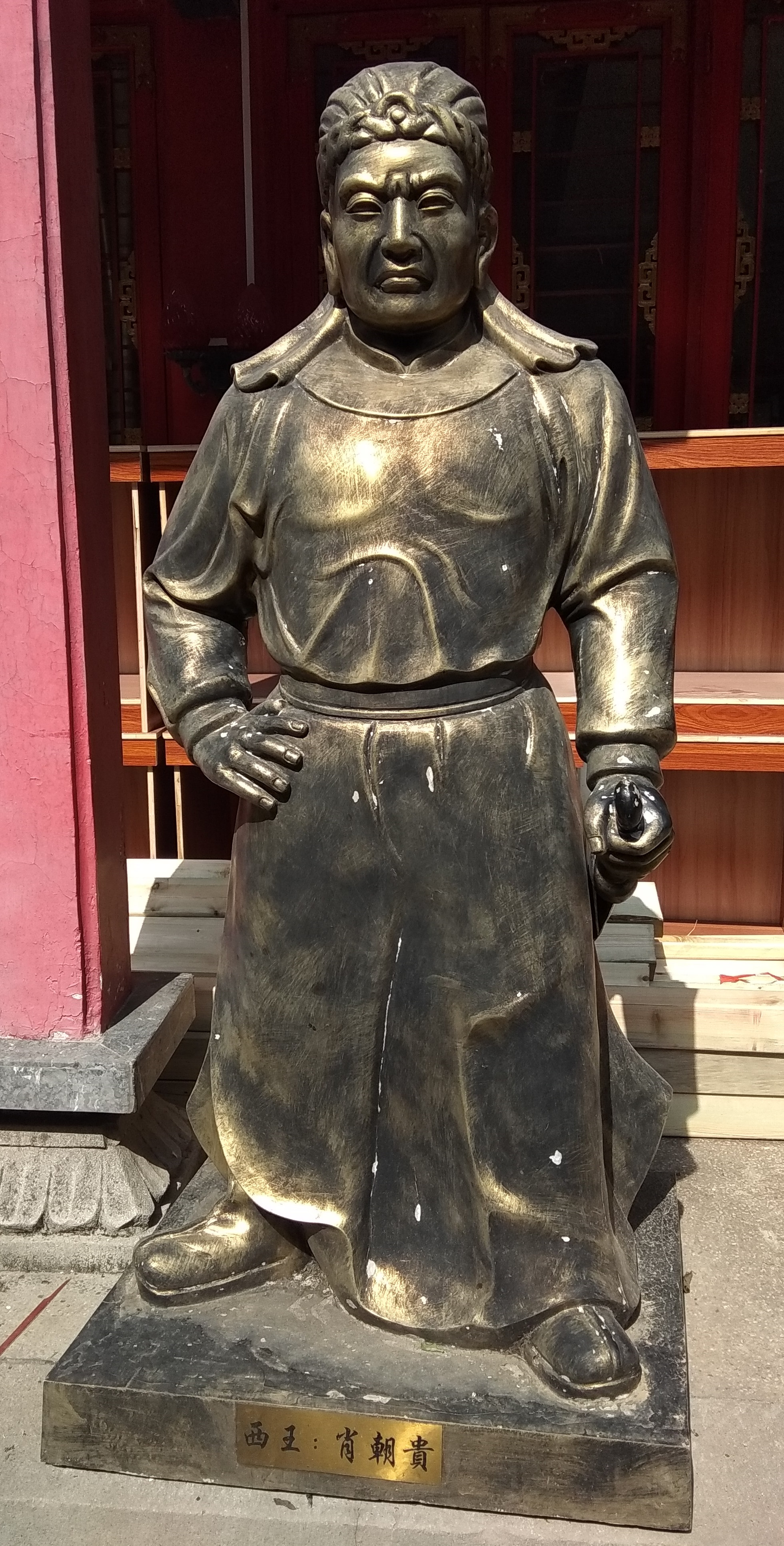
蕭朝貴の銅像

広西省潯州府武宣県出身。拝上帝会加入後、1848年からイエスの託宣をする「天兄下凡」を行い、ヤハウェの託宣をする「天父下凡」を行う楊秀清とともに、拝上帝会の指導権を握った。1851年に拝上帝会が金田蜂起を行うと、前軍主将・西王に封ぜられた。多くの功績をたてたが、1852年9月の長沙攻略中に砲弾を受けて戦死した。
蕭朝貴の行った「天兄下凡」は拝上帝会の結束を固める効果をもたらしたが、楊秀清とともに拝上帝会の創立者の洪秀全と馮雲山から指導権を徐々に奪っていくことになり、後の太平天国の発展に大きな影響をもたらした。